# Ботанічний сад Житомирського національного агроекологічного університету
Ботані́чний сад Жито́мирського націона́льного агроекологі́чного університе́ту — природоохоронна територія загальнодержавного значення, що розташована у м. Житомир на берегах річки Путятинки — притоки Тетерева, і є структурним підрозділом Житомирського національного агроекологічного університету. Площа сягає 35,4 гектара.

## Історія
Ботанічний сад Житомирського національного агроекологічного університету був створений згідно з постановою РНК УРСР від 23 липня 1933 року № 147. Студентами та викладачами університету були закладені перші ділянки природоохоронної території. Наказом № 213 від 30 березня 2012 року, виданого Міністерством екології та природних ресурсів було затверджено положення про ботанічний сад Житомирського національного агроекологічного університету загальнодержавного значення. 10 жовтня 2013 року ботанічний сад відсвяткував вісімдесятирічний ювілей. До цього заходу була приурочена наукова конференція, що була присвячена проблемам інтродукції та збереження рослин у ботанічних садах. Під час святкування ювілею Голова Житомирської облдержадміністрації Сергій Рижук подарував ботанічному саду дерева гінкго, плакучу черешню та дерева сакури, і кущі смородини, малини, чорниці високорослої та чорниці щитової. 

## Опис
Поряд з територією ботанічного саду пролягає трамвайна лінія. Ботанічний сад у Житомирі було засновано у навчальних цілях та як науково-дослідну базу. Науковці проводять дослідження теоретичних та практичних аспектів акліматизації плодових, кормових та декоративних рослин. Вивчаються екологічні особливості насіннєвого та вегетативного розмноження різних видів рослин. На базі ботанічного саду студенти проходять навчальну практику. 
На території ботанічного саду зростає більше п'ятисот видів, форм та сортів деревних рослин і більше ніж тисяча видів трав'янистих рослин. Представлено ягідні, овочеві, технічні лікарські, декоративні, та інші види дерев. Зростають, тюльпани, магнолії та фруктові дерева.
На території ботанічного саду живуть два чорних лебеді.
Об'єкт закритий для вільного відвідування, потрапити на його територію можна лише у складі екскурсійної групи чи на весільну фотосесію. Таке правило діє задля збереження рідкісних видів рослин.
Проводять реконструкціяю Ботанічного саду, аукціон відбувся 10 серпня 2020 року, сума близько 3 мільйонів 384 тисячі гривень. Тендер виграла підрядна організація ТОВ «Національний Референт Центр».

## Наукова робота
За результатами досліджень, зроблених на базі ботанічного саду, захищено докторські та кандидатські дисертації. 
Протягом 2008–2012 років на території ботанічного саду проводились дослідження двох форм змієголовика молдавського — білоквіткової та синьоквіткої, які були створені на території Національного ботанічного саду ім. М. М. Гришка НАН України. На базі проведених досліджень зроблені висновки щодо температури, при якій починає проростати насіння змієголовика. Досліджувались зразки надземної частини полину гіркого, що були заготовленні у період бутонізації та цвітіння. Інтродукційні дослідження були проведенні на території ботанічного саду. А посадковий матеріал був узятий у Національному ботанічному саду ім. М. М. Гришка НАН України. В результаті досліджень були зроблені висновки щодо речовини екстракту полину лікарського і його посилення бактерицидної та бактеріостатичної дії етилового спирту у 2-4 рази. Проводились дослідження біоморфологічних особливостей лофанта ганусового при інтродукції. Базою для проведення досліджень виступив ботанічний сад Житомирського національного агроекологічного університету. Для проведення спостережень використовувались два сорти рослин — білоквітковий та синьоквітковий. 